# Ma'an (Cameroun)
Pour les articles homonymes, voir Ma'an.
Ma'an est une commune du département de la Vallée-du-Ntem dans la région du Sud au Cameroun. Créée en 1969, la localité est devenue la même année le chef-lieu de l'arrondissement du même nom. Elle obtient le statut de commune rurale (forestière) le 29 juin 1977, laquelle s'étend actuellement sur 2 436 km2.

## Population
Lors du recensement de 2005, la commune comptait 12 448 habitants, dont 904 pour Ma'an proprement dit.
Les autochtones sont les Ntoumou et les Mvaï qui sont tous des Fangs.

## Structure administrative de la commune
Outre Ma'an proprement dit, la commune comprend les villages suivants :
- Abang
- Abem
- Afan
- Akom
- Alen
- Alen II
- Aloum I
- Aloum II
- Angalé
- Anguiridjang
- Assam
- Aya-Amang
- Bidjap
- Bindem
- Bitoto
- Biyan
- Ebolmbama Centre
- Ekéké
- Endendem
- Eves
- Evolé
- Evouma
- Evouzok
- Ma'an Village
- Mbenkomo
- Mebang
- Mebera
- Mekok
- Mekondom
- Melen
- Melen
- Messama I
- Metondo
- Meyo Ntem
- Meyos I
- Meyos II
- Mfoua
- Minkan
- Mviilimengalé
- Ndjazeng
- Nebito
- Ngbwa Akom
- Ngo'o Mbang
- Nko'ondo'o
- Nnemeyong
- Nnezam
- Nsengou
- Nsomessok
- Ntebezok
- Nyabessang
- Nyabibak
- Okong
- Son
- Tya'assono
- Zouameyong